# Княгининська сільська рада (Дубенський район)
Княги́нинська сільська́ ра́да — колишній орган місцевого самоврядування в Дубенському районі Рівненської області. Адміністративний центр — село Княгинин.

## Загальні відомості
- Княгининська сільська рада утворена в 1939 році.
- Територія ради: 63,465 км²
- Населення ради: 3 221 особа (станом на 2001 рік)
- Територією ради протікає річка Стубелка.

## Населені пункти
Сільській раді були підпорядковані населені пункти:
- с. Княгинин
- с. Білоберіжжя
- с. Боцянівка
- с. Заруддя
- с. Листвин
- с. Молодіжне
- с. Нараїв
- с. Острів
- с. Травневе

## Склад ради
Рада складалася з 16 депутатів та голови.
- Голова ради: Рев'юк Віктор Павлович

### Керівний склад попередніх скликань
| Прізвище, ім'я, по батькові | Основні відомості                                                                                  | Дата обрання | Дата звільнення |
| --------------------------- | -------------------------------------------------------------------------------------------------- | ------------ | --------------- |
| Рев'юк Віктор Павлович      | Сільський голова, 1961 року народження, освіта вища, член Всеукраїнського об'єднання «Батьківщина» | 26.03.2006   | 31.10.2010      |
| Рев'юк Віктор Павлович      | Сільський голова, 1961 року народження, освіта вища, безпартійний                                  | 31.10.2010   |                 |

Примітка: таблиця складена за даними сайту Верховної Ради України